# 穿衣的马哈
《穿衣的玛哈》（西班牙語：La maja vestida）由西班牙画家弗朗西斯哥·戈雅（Francisco de Goya）创作于1798年至1805年间。画作显示了穿上衣服的玛哈（「马哈」（maja）在西班牙语中是指“姑娘”或「漂亮姑娘」的意思）。与《裸体的玛哈》（La maja desnuda）一起藏于西班牙马德里的普拉多博物馆。

## 参看
- 《裸体的玛哈》
- 弗朗西斯哥·戈雅
- 普拉多博物馆